# Placette Claude-Bouvelle
La placette Claude-Bouvelle est une voie située dans le 17e arrondissement de Paris, en France.

## Situation et accès
Cette placette est située à l'angle de la rue Davy et de la rue Guy Môquet à Paris 17e.

## Origine du nom
Claude Bouvelle est né le 21 mars 1925 au domicile de ses parents, Marc Bouvelle et Suzanne Goyard, au 48 rue des Batignolles à Paris 17e.
Étudiant, membre des Jeunes chrétiens combattants (JCC), il vit avec ses parents au 10 rue d'Armaillé lorsqu'il est arrêté puis exécuté le 16 août 1944 par les Allemands à la cascade du bois de Boulogne.
La mention « Mort pour la France » lui est attribuée le 12 février 1946.
Le nom de Claude Bouvelle figure sur la plaque commémorative des morts de la Première et Seconde Guerre mondiale apposée en l’église Saint-Ferdinand des Ternes, à Paris 17e, et sur la stèle à la Cascade du Bois de Boulogne.

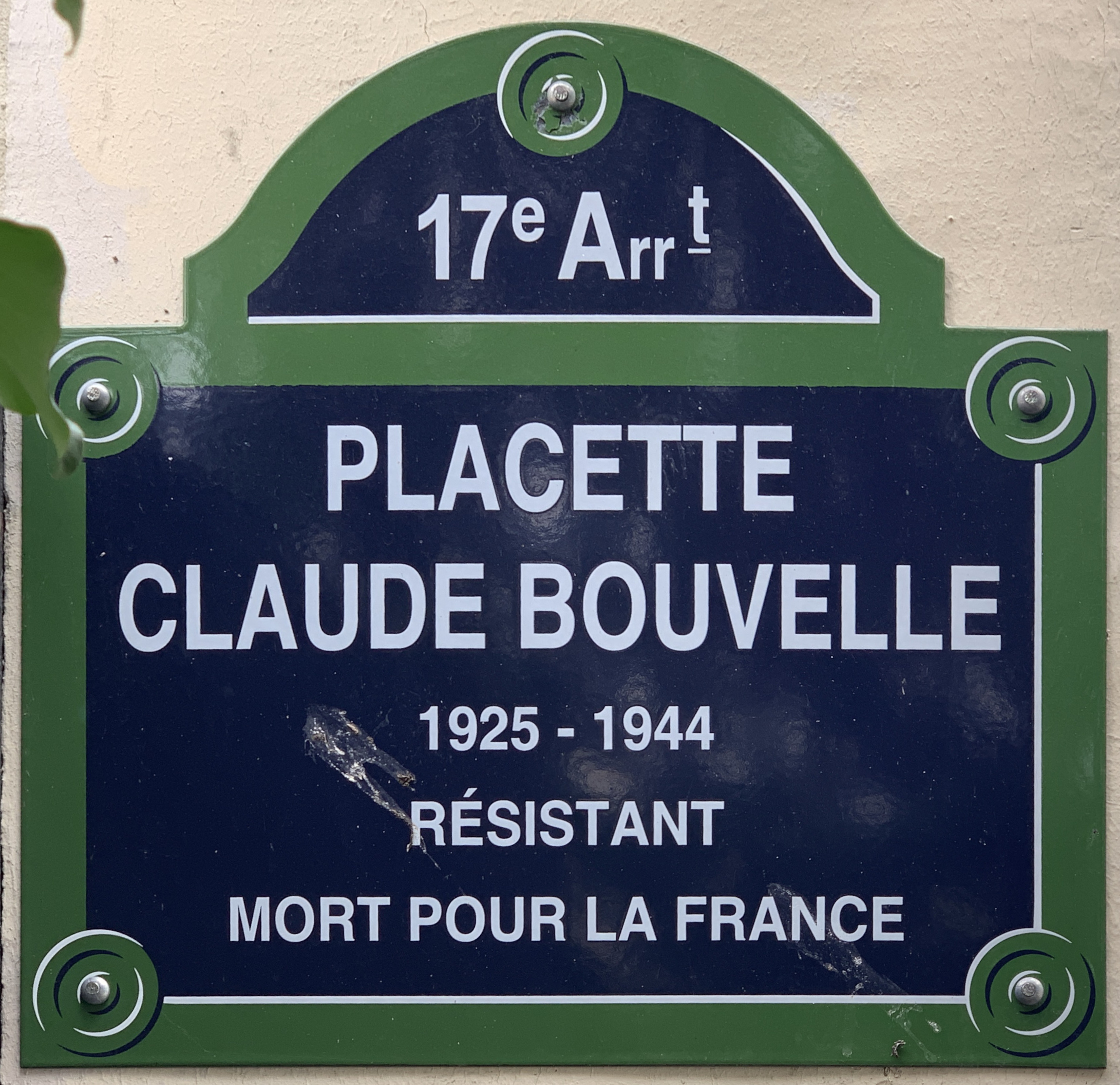
Plaque de la placette.

## Historique
La placette Claude-Bouvelle est inaugurée le 27 mai 2024 en présence du maire du 17e Geoffroy Boulard et de la députée Caroline Yadan.